# Eidgenössische Volksabstimmung über die Stipendieninitiative
Die eidgenössische Volksabstimmung über die Stipendieninitiative war eine Abstimmung über die Schweizer Volksinitiative «Stipendieninitiative», die das Stipendienwesen in der Schweiz nicht mehr kantonal, sondern auf Bundesebene regeln lassen wollte. Die Initiative wurde vom Verband der Schweizer Studierendenschaften (VSS) lanciert und am 14. Mai 2015 vom Schweizer Stimmvolk mit 72,5 % und allen Ständen abgelehnt. Es handelte sich um die dritte Stipendieninitiative des VSS. Eine erste Stipendieninitiative (Eidgenössische Volksinitiative «Neuordnung der Studienfinanzierung») war 1974 vom Initiativekomitee zurückgezogen worden, die zweite 1991 im Stadium der Unterschriftensammlung gescheitert.

## Initiativtext
Die Bundesverfassung wird wie folgt geändert:
Art. 66 Ausbildungsbeiträge
1 Die Gesetzgebung über die Vergabe von Ausbildungsbeiträgen an Studierende von Hochschulen und anderen Institutionen des höheren Bildungswesens und über die Finanzierung dieser Beiträge ist Sache des Bundes. Der Bund berücksichtigt dabei die Anliegen der Kantone.
1 Die Ausbildungsbeiträge gewährleisten während einer anerkannten tertiären Erstausbildung einen minimalen Lebensstandard. Die anerkannte tertiäre Erstausbildung umfasst bei Studiengängen, die in Bachelor- und Masterstufe gegliedert sind, beide Stufen; diese können an unterschiedlichen Hochschultypen absolviert werden.
3 Der Bund kann den Kantonen Beiträge an ihre Aufwendungen für Ausbildungsbeiträge an Personen auf anderen Bildungsstufen ausrichten. Er kann ergänzend zu kantonalen Massnahmen die interkantonale Harmonisierung der Ausbildungsbeiträge fördern; dabei wahrt er die kantonale Schulhoheit.
4 Für den Vollzug des Ausbildungsbeitragswesens sind die Kantone zuständig, soweit das Gesetz ihn nicht dem Bund vorbehält. Die Kantone können Ausbildungsbeiträge ausrichten, die über die Beiträge des Bundes hinausgehen.
II
Die Übergangsbestimmungen der Bundesverfassung werden wie folgt geändert:
Art. 197 Ziff. 8 (neu)
8. Übergangsbestimmung zu Art. 66 (Ausbildungsbeiträge)
1 Treten die Ausführungsgesetze zu Artikel 66 Absätze 1–4 nicht innerhalb von vier Jahren nach Annahme durch Volk und Stände in Kraft, so erlässt der Bundesrat die nötigen Ausführungsbestimmungen vorübergehend auf dem Verordnungsweg.
2 Im Falle einer vorübergehenden Verordnung wird der minimale Lebensstandard berechnet aufgrund:
a. der materiellen Grundsicherung gemäss den Richtlinien der Schweizerischen Konferenz für Sozialhilfe; und
b. der Ausbildungskosten.

### Anliegen der Initianten
Die Initiative wollte eine gesamtschweizerische Vereinheitlichung der Kriterien für die Vergabe von Ausbildungsbeiträgen an Studierende der Hochschulen und an Personen in der höheren Berufsbildung erreichen. Zu diesem Zweck sollte die Zuständigkeit für diese Beiträge von den Kantonen auf den Bund übertragen werden. Weiter forderten die Initianten, dass den Studierenden mehr Geld zustehen müsse. Eine Erhöhung der Leistungen für Studierende solle einen minimalen Lebensstandard gewährleisten.

## Behandlung der Initiative

### Chronologie
Am 6. Juli 2010 fand die Vorprüfung der Initiative durch die Bundeskanzlei statt. Diese konstatierte, dass die Initiative den gesetzlichen Formen (Art. 68, Art. 69 BPR; Art. 23 VPR) entspreche. Der Fristenlauf von 18 Monaten begann am 20. Juli 2010 und endete am 20. Januar 2012, an diesem Tag wurde sie auch eingereicht. Gestützt auf Artikel 68, 69, Art. 71 und Art. 72, verfügte die Bundeskanzlei das Zustandekommen der Initiative am 27. Februar 2012 mit 117'069 gültigen Unterschriften. Am 26. Juni 2013 publizierte der Bundesrat seine Botschaft zur Stipendieninitiative und zum dazugehörigen indirekten Gegenvorschlag auf Gesetzesstufe (Totalrevision des Ausbildungsbeitragsgesetzes). Der Bundesrat beantragte dem Parlament, die Initiative Volk und Ständen zur Ablehnung zu empfehlen. Auf Basis dieser Botschaft begann die parlamentarische Beratung am 18. März 2013, im Zuge deren die Initiative – wie beantragt – zur Ablehnung empfohlen wurde. Nach Abschluss der Beratung fand die Volksabstimmung am 14. Juni 2015 statt, bei der die Initiative abgelehnt wurde.

### Beratungen im Parlament
Im Nationalrat fand die Initiative keine breite Zustimmung; lediglich SP und Grüne unterstützten sie. Eine Mehrheit des Rates unterstützte den indirekten Gegenentwurf des Bundesrats. Die SVP-Fraktion lehnte ihrerseits sowohl die Initiative als auch den Gegenentwurf ab, da sich das bisherige System bewährt habe. Der Nationalrat lehnte die Initiative des VSS mit 122 zu 55 Stimmen ab. Mit 129 zu 46 Stimmen angenommen wurde hingegen ein abgeänderter indirekter Gegenvorschlag, der einige Forderungen des VSS aufnimmt. Abweichend vom Bundesrat wollte der Nationalrat, dass die Kantone zu einem Beitritt zum Konkordat bewogen werden sollten, das eine Harmonisierung der Ausbildungsbeiträge auf kantonaler Ebene vorsieht. Dies soll dadurch erreicht werden, dass nur jene Kantone von den Bundesbeiträgen profitieren können, die neben den formellen auch die materiellen Bestimmungen des Stipendienkonkordats einhalten. Diese sehen jährliche Höchstansätze für Ausbildungsbeiträge von mindestens 16'000 Franken pro Student (Tertiärstufe) vor. Zudem solle nicht nur die Hochschulbildung, sondern auch die höhere Berufsbildung berücksichtigt werden.
Auch im Ständerat stiess die Initiative auf Ablehnung. Die kleine Kammer war aber dennoch der Ansicht, dass das bisherige Stipendiensystem einer Verbesserung bedürfe, weshalb sie den indirekten Gegenvorschlag befürwortete (21 zu 5 Stimmen bei 14 Enthaltungen). Jedoch lehnte der Ständerat die Anpassung des Nationalrats, die die Einhaltung der materiellen Bestimmungen als Voraussetzung für die Bundesbeiträge vorsah, mit 23 zu 16 Stimmen ab. In der darauffolgenden Differenzbereinigung hielt der Nationalrat mit 83 zu 80 Stimmen bei sechs Enthaltungen an seiner Forderung fest, dass nur jene Kantone vom Bund finanziell unterstützt werden sollen, die mindestens 16'000 Franken als jährlichen Höchstansatz für Ausbildungsbeiträge festlegen. Deswegen ging das Geschäft wieder zurück in den Ständerat, der aber die Forderung des Nationalrats nicht akzeptieren konnte, weshalb das Geschäft in die Einigungskonferenz geführt werden musste, in der sich die Position des Ständerats durchsetzte.
In der Schlussabstimmung wurde der Bundesbeschluss, der dazu aufruft, die Stipendieninitiative abzulehnen, im Nationalrat mit 135 zu 58 Stimmen bei zwei Enthaltungen und im Ständerat mit 32 zu 12 Stimmen bei einer Enthaltung angenommen. Der indirekte Gegenvorschlag zur Volksinitiative wurde im Nationalrat mit 138 zu 53 Stimmen bei vier Enthaltungen und im Ständerat mit 37 zu 5 Stimmen bei drei Enthaltungen angenommen.

## «Studierende gegen die Stipendieninitiative»
Ein studentisches Komitee «Studierende gegen die Stipendieninitiative» stellte sich gegen die Volksinitiative des VSS. Das Komitee wurde von ETH-Student Simon Scherrer präsidiert, der zudem Co-Präsident der «Liberalen Unabhängigkeitspartei» war. Die Initiative «zerstöre jeden Arbeitsanreiz für Studierende, nehme den Kantonen die Möglichkeit, neue Wege bei der Stipendienvergabe zu beschreiten, und verschleiere die finanziellen Verantwortlichkeiten zwischen Bund und Kantonen», verursache untragbare Mehrkosten und würde private Hilfsangebote für Studierende verdrängen. Basierend auf der Schrift Erst studieren, dann zahlen: mehr Markt bei der Hochschulfinanzierung dank nachlaufenden Studiengebühren (2011) des Juristen Kurt Weigelt (* 1955), argumentierte das Komitee, die Studienwahl sei eine «klassische Investitionsentscheidung», die in Bezug stehe zur Nachfrage von Qualifikationen auf dem Arbeitsmarkt. Es schlug statt der «Stipendienvergabe ‹mit der Giesskanne› […] eine ‹nachlaufende Studiengebühr› vor», in Form einer Verdopplung der direkten Bundessteuer nach Studienabschluss, auch «Hochschulabgabe» genannt; die Hochschulabgabe wäre in einen nationalen Fonds zur Finanzierung der Hochschulen geflossen.

## Stellungnahmen

### Argumente des Initiativkomitees
Das Initiativkomitee lancierte die Initiative, weil es vom Wohnort der Eltern abhänge, ob ein Studierender – egal, ob ETH, Universität oder höhere Fachschule – ein Stipendium bekommt. Stipendien seien aber von grosser Wichtigkeit, da sie ein bewährtes Mittel darstellten, um dort aushelfen zu können, bei denen die finanzielle Unterstützung der Eltern und ein Nebenerwerb nicht ausreichen. Stipendien seien insbesondere für Aus- und Weiterbildungen wichtig, die keine Nebenerwerbstätigkeit zulassen. Dies betreffe z. B. den Gesundheitsbereich und das Ingenieurwesen, und gerade hier bräuchte man gut ausgebildete Personen. Mit einem fairen Stipendienwesen könne dem heutigen Fachkräftemangel effektiv entgegengewirkt werden – das helfe auch der Schweizer Wirtschaft.

### Argumente von Bundesrat und Parlament
Die Volksinitiative würde die in der Bundesverfassung verankerte Aufgabenteilung zwischen Bund und Kantonen ändern und die Regelung des Stipendienwesens in der höheren Bildung dem Bund übertragen. Es sei aber besser, wenn die Kantone diese Leistungen nahe bei den Betroffenen regeln. Sie wüssten am besten über die Situation ihrer Studierenden Bescheid. Unterschiede in den Ausbildungsbeiträgen hätte dabei ihre Berechtigung: Es sei ein Unterschied, ob Personen im Wohnkanton ihrer Familie studieren können oder ob sie in einen anderen Kanton gehen müssen. Zudem sei die Harmonisierung im Stipendienwesen bereits im Gang. Die kantonalen Bemühungen seien mit der Inkraftsetzung des Stipendienkonkordats im Jahr 2013 weit fortgeschritten. Viele Kantone passten derzeit ihre Gesetzgebung an. Bei einer Annahme der Volksinitiative käme dieser Prozess sofort zum Erliegen, die Harmonisierung würde um Jahre verzögert: Einerseits hätten die Kantone keinen Anreiz mehr, ihre Stipendiengesetze den Anforderungen des Konkordats anzupassen. Andererseits würde es nach Annahme der Initiative Jahre dauern, bis ein neues Bundesgesetz in Kraft tritt. Bis dahin bestünden Unsicherheiten über die konkrete Ausgestaltung des Stipendienwesens. Die Leidtragenden wären die Studenten. Abgesehen von alledem habe man schon eine bessere Lösung gefunden: den indirekten Gegenvorschlag des Parlaments. Hierbei habe die Bundesversammlung beschlossen, dass in Zukunft in diesem Bereich nur noch diejenigen Kantone Bundessubventionen erhalten sollen, die wichtige Vergabekriterien des Stipendienkonkordats zugunsten der Studierenden einhalten. Diese Regelung könne aber nur in Kraft treten, wenn die Volksinitiative abgelehnt wird.

## Volksabstimmung

### Haltungen
Ja-Parole: CSP, EVP, Grüne, MCG, PdA, SD und SP
Nein-Parole: BDP, SVP, CVP, FDP, EDU, FPS, GLP und Lega

### Ergebnisse
| Kanton                           | Ja (%) | Nein (%) | Beteiligung (%) |
| -------------------------------- | ------ | -------- | --------------- |
| Zürich                           | 26,6 % | 73,4 %   | 44,33 %         |
| Bern                             | 26,7 % | 73,3 %   | 39,74 %         |
| Luzern                           | 22,1 % | 77,9 %   | 42,75 %         |
| Uri                              | 20,8 % | 79,2 %   | 36,43 %         |
| Schwyz                           | 17,5 % | 82,5 %   | 49,14 %         |
| Obwalden                         | 15,3 % | 84,7 %   | 49,76 %         |
| Nidwalden                        | 16,1 % | 83,9 %   | 49,96 %         |
| Glarus                           | 20,9 % | 79,1 %   | 34,28 %         |
| Zug                              | 18,4 % | 81,6 %   | 59,77 %         |
| Freiburg                         | 29,9 % | 70,1 %   | 42,02 %         |
| Solothurn                        | 25,9 % | 74,1 %   | 40,90 %         |
| Basel-Stadt                      | 33,9 % | 66,1 %   | 49,15 %         |
| Basel-Landschaft                 | 26,5 % | 73,5 %   | 42,52 %         |
| Schaffhausen                     | 28,8 % | 71,2 %   | 62,72 %         |
| Appenzell Ausserrhoden           | 21,3 % | 78,7 %   | 46,00 %         |
| Appenzell Innerrhoden            | 13,0 % | 87,0 %   | 38,00 %         |
| St. Gallen                       | 22,0 % | 78,0 %   | 42,10 %         |
| Graubünden                       | 22,8 % | 77,2 %   | 39,44 %         |
| Aargau                           | 22,8 % | 77,2 %   | 41,47 %         |
| Thurgau                          | 21,1 % | 78,9 %   | 40,59 %         |
| Tessin                           | 29,1 % | 70,9 %   | 44,13 %         |
| Waadt                            | 38,0 % | 62,0 %   | 44,38 %         |
| Wallis                           | 26,8 % | 73,2 %   | 50,96 %         |
| Neuenburg                        | 42,2 % | 57,8 %   | 38,81 %         |
| Genf                             | 42,2 % | 57,8 %   | 45,34 %         |
| Jura                             | 38,4 % | 61,6 %   | 38,45 %         |
| Schweizerische Eidgenossenschaft | 27,5 % | 72,5 %   | 43,45 %         |